# Historia de la teoría del Big Bang
La historia de la teoría del Big Bang comienza con la solución  Alexander Friedmann (1922-24) a las ecuaciones de campo de Einstein (1915). Las subsiguientes teorizaciones de Georges Lemaître (1927) y las observaciones de Edwin Hubble (1929) se sumaron luego a otros aportes teóricos y prácticos que fueron conformando dicha teoría. Gran parte del trabajo teórico de la cosmología se centra en estos momentos en profundizar y mejorar el modelo básico del Big Bang.
Si bien el modelo básico tiene casi cien años, posteriormente se propusieron muchas ideas dentro del modelo como la nucleosíntesis primordial en los años 1940, o la teoría de la inflación cósmica en los años 1980 para resolver aspectos previamente no explicados. El cambio reciente más notorio fue el descubrimiento de la expansión acelerada del universo en 1998, que llevó a hacer bastantes ajustes en el modelo básico y llevó a la formulación del modelo ΛCDM.

## Antecedentes de la teoría actual

### Antecedentes antiguos y medievales
En la filosofía medieval, se debatió sobre si el universo tuvo un pasado finito o infinito (ver finitismo temporal). En la filosofía de Aristóteles se especulaba con que el universo tuvo un pasado infinito, lo que causó problemas a los filósofos judíos e islámicos en la época medieval, ya que no podían conciliar la concepción aristotélica de lo eterno con la visión de Abraham de la creación. Por esta razón, una gran variedad de argumentos lógicos que fundamentaban un universo que tiene un pasado finito fueron propuestos por Juan Filópono, Al-Kindi, Saadia Gaón, Al-Ghazali e Immanuel Kant, entre otros.
En el tratado De Luce ('De la luz') 1225, del teólogo inglés Robert Grosseteste, se abordó la naturaleza de la materia y del cosmos. En dicho tratado se describe el nacimiento del universo como en una explosión y la subsiguiente cristalización de la materia para formar las estrellas y los planetas en un conjunto de esferas anidadas alrededor de la Tierra. De Luce fue el primer intento de describir los cielos y la Tierra utilizando un único conjunto de leyes físicas. 

### Antecedentes modernos
En 1610, Johannes Kepler empleó el argumento de la oscuridad del cielo nocturno para demostrar su teoría en favor de un universo finito. Setenta y siete años más tarde, Isaac Newton formuló las leyes del movimiento a gran escala para todo el universo, en sus Philosophiæ naturalis principia mathematica ('Principos matemáticos de filosofía natural').
La descripción de un Universo que se expande y contrae de manera cíclica fue presentada por primera vez en un poema publicado en 1791 por Erasmus Darwin. Edgar Allan Poe presentó un sistema cíclico similar en su ensayo titulado Eureka en 1848: se trataba de un poema en prosa, que aun siendo obvio que no era un trabajo científico, pretendía, a partir de principios metafísicos, explicar el universo usando el conocimiento físico y astronómico de su época. Ignorado por la comunidad científica y, a menudo mal entendido por los críticos literarios, sus implicaciones científicas se han empezado a considerar en los últimos tiempos.
Según Poe, el estado inicial de la materia era una sola "partícula primordial": el "Querer Divino", que manifestándose como una fuerza repulsiva, fragmenta la partícula primordial en átomos. Estos átomos se reparten uniformemente por todo el espacio, hasta que deja de haber fuerza de repulsión y atracción y aparece una de reacción: la materia comienza a agruparse formando estrellas y sistemas de estrellas, en tanto que el universo material se comprime de nuevo por la gravedad, que termina colapsándose para finalmente volver a la fase inicial de partícula Primordial para iniciar el proceso de repulsión y atracción de nuevo. En esta parte de Eureka describe un universo en evolución newtoniana que comparte varias propiedades con modelos relativistas, y por esta razón Poe anticipa algunos temas de la cosmología moderna.

## Evolución de modelo teórico del Big Bang

### De 1929 a  1990
En la década de 1910, Vesto Melvin Slipher y más tarde, Carl Wilhelm Wirtz, determinaron que la mayoría de nebulosas espirales (ahora llamadas correctamente galaxias espirales) se alejaban de la Tierra. Slipher utiliza la espectroscopia para observar los períodos de rotación de los planetas, la composición de las atmósferas planetarias, y fue el primero en observar las velocidades radiales de las galaxias. Wirtz observó un corrimiento al rojo sistemático de las nebulosas, que eran difíciles de interpretar en términos de una cosmología en la que el universo está lleno de estrellas y nebulosas más o menos uniformemente. Pero no fueron conscientes de sus implicaciones cosmológicas, ni de que las supuestas "nebulosas" fueran en realidad galaxias que se encuentran fuera de nuestra propia Vía Láctea. Algunas de estas nebulosas en realidad eran lo que más tarde se llamó galaxias.

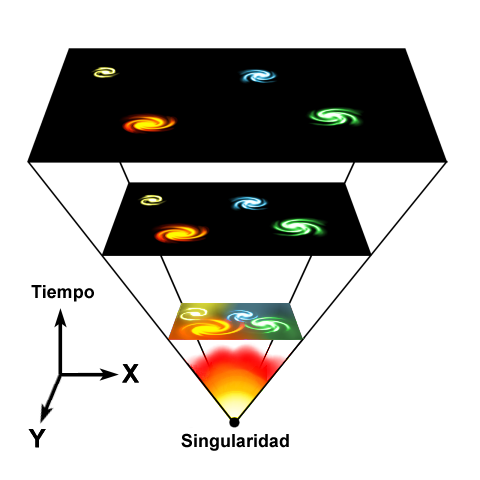
De acuerdo con el modelo del Big Bang, el universo se expandió de un estado extremadamente denso y caliente y continúa expandiéndose hoy. Una analogía común explica que el espacio mismo se está expandiendo, llevando las galaxias con él, como manchas en un globo inflado. El esquema gráfico de arriba es el concepto de un artista que ilustra la expansión de una porción de patatas fritas en un universo plano.

También en esa década, apareció la teoría de la relatividad general de Albert Einstein que sería la teoría fundamental sobre la que asentaría el modelo cosmológico del Big Bang. En la teoría de Einstein, la geometría del universo, es decir, el espacio-tiempo métrico, se describe mediante «tensor métrico» que evoluciona con el tiempo. Posteriormente se descubriría que las ecuaciones de campo de Einstein para dicho tensor métrico no admitían soluciones cosmológicas estáticas estables, lo cual llevaría finalmente a considerar solucions expansivas o contractivas. Este resultado, obtenido desde una evaluación de las ecuaciones de la teoría general de la relatividad, en un primer momento llevó el propio Einstein a considerar que su formulación de las ecuaciones de campo en la teoría general estaban equivocadas y trató de corregirlo agregando una constante cosmológica . Esta constante retomaría la descripción de la teoría general del espacio-tiempo como un tensor métrico invariante para el tejido del espacio-tiempo existente.

### De 1921 a 1935
La primera persona que aplicó seriamente la relatividad general a la cosmología sin la constante cosmológica fue Alexander Friedmann. Friedmann formuló la solución de un universo en expansión con las ecuaciones de campo de la relatividad general en 1922. En 1924 los trabajos de Friedmann incluye "Über die Welt mit einer Möglichkeit KONSTANTER negativer Krümmung des Raumes" (Acerca de la posibilidad de un mundo con curvatura negativa constante) que fue publicado por la Academia de Ciencias de Berlín el 7 de enero de 1924. Las ecuaciones de Friedmann describen el universo Friedmann-Lemaître-Robertson-Walker.
Por otro lado, en 1927, el sacerdote católico belga Georges Lemaître propuso un modelo de universo en expansión para explicar los desplazamientos al rojo observados en nebulosas espirales, y calculó la ley de Hubble-Lemaître. Basó su teoría en el trabajo de Einstein y Willem de Sitter, e independientemente dedujo las ecuaciones de Friedmann para un universo en expansión. Asimismo, el desplazamiento al rojo en sí mismo no eran constante, pero varia en la forma, y llegó a la conclusión de que no había una relación clara entre cantidad de desplazamiento al rojo de las nebulosas, y la distancia de los observadores. 
En 1930, Edwin Hubble proporcionó una base observacional integral para la teoría de Lemaître. Las observaciones experimentales que Hubble llevó a cabo descubrieron que, en relación con la Tierra y todos los demás objetos observados, las galaxias se alejan en todas direcciones a velocidades (calculándolo a partir de los corrimientos al rojo observados) que son directamente proporcionales a su distancia de la Tierra y entre sí. En 1929,  Hubble y Milton Humason formularon la ley del corrimiento hacia el rojo en relación con la distancia de las galaxias, hoy en día conocida como la ley de Hubble, por la cual una vez que el corrimiento al rojo se interpreta como una medida de la velocidad de recesión, es compatible con las soluciones de las ecuaciones de la Relatividad General de Einstein para un crecimiento homogéneo e isotrópico del espacio. La naturaleza isotrópica de la expansión era una prueba directa de que es el espacio (el tejido de la existencia) el que se está expandiendo, no los cuerpos en el espacio, que simplemente se mueven hacia fuera en un espacio vacío preexistente infinitamente más grande. Fue esta interpretación la que llevó al concepto de la expansión del universo. La ley establece que cuanto mayor sea la distancia entre dos galaxias, mayor es su velocidad relativa de separación. Este descubrimiento dio lugar más adelante a la formulación del modelo del Big Bang. [Cita requerida]
En 1931, Lemaître propone en su "hypothèse de l'atome primitif" (hipótesis del átomo primigenio) que el universo comenzó con la "explosión" del "átomo primigenio" - lo que más tarde fue llamado el Big Bang. Esto constituía un curioso (y revolucionario) planteamiento filosófico: una gran nada, más allá del espacio y el tiempo, contenía el potencial de todo lo que existe, ha existido o existirá. Uno de los principales fundamentos de la teoría, para Lemaître, consistía en que los rayos cósmicos eran los restos del Big Bang, pero actualmente se sabe que estos se originan dentro de la galaxia local. Lemaître tuvo que esperar hasta poco antes de su muerte para conocer del descubrimiento de la radiación de fondo cósmico de microondas: la radiación remanente de una fase densa y caliente en el universo primitivo.

### De 1936 a 1949
En esta época científicos como George Gamow, Ralph Alpher y Robert Hermann junto con Hans Bethe estudiaron las reacciones de nucleosíntesis en las estrellas y durante los años 1940 se plantearon problemas cosmológicos. Así los estudios publicados en el seminario Alpher-Bethe-Gamow perfilaron la teoría de la nucleosíntesis primordial que explicaba la producción de los elementos ligeros en el Universo promigenio. Estos consideraban al Universo primigenio como un horno nuclear en el cual podía cocinarse la totalidad de la tabla periódica de los elementos, especulación incorrecta, pero que les llevó a predecir el fondo cósmico de microondas. Estos cálculos partían de dos hipótesis:
- El Universo, homogéneo e isótropo, puede describirse mediante la teoría de la relatividad general.
- La temperatura del Universo en sus fases iniciales era lo suficientemente elevada como para presentar un estado de equilibrio estadístico nuclear entre las distintas especies.

### La teoría del Big Bang vs Teoría del Estado Estacionario
La ley de Hubble-Lemaître constataba la forma en que el universo se está expandiendo, lo que contradice el principio cosmológico mediante el cual el universo, cuando se ve en escalas de distancia lo suficientemente grandes, no tiene direcciones preferentes o lugares preferidos. La idea de Hubble dio lugar a dos hipótesis opuestas: 

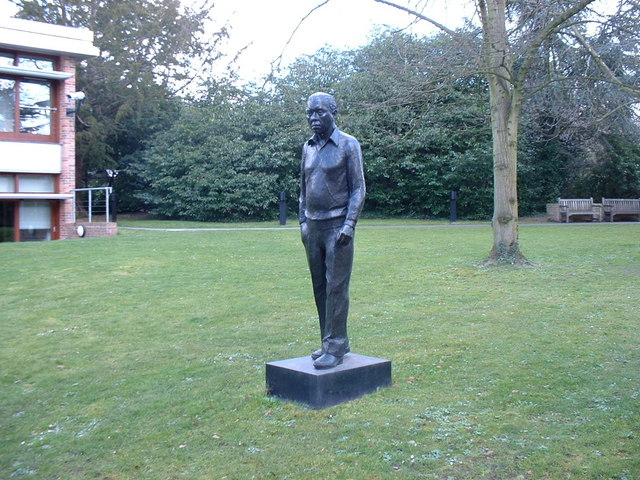
Sir Fred Hoyle

1. La primera era el Big Bang de Lemaître, defendida y desarrollada por George Gamow.
2. La segunda era la teoría del estado estacionario de Fred Hoyle, en la que la nueva materia se crea en las galaxias que se alejan unas de otras. En este modelo, el universo es más o menos el mismo en cualquier punto en el tiempo. En realidad, fue Hoyle quien acuñó el nombre de la teoría de Lemaître, refiriéndose a ella despectivamente como "la idea del big bang" durante un programa de radio el 28 de marzo de 1949, en el tercer programa de la BBC.

Cuando el modelo del Big Bang se admitió como algo evidente, y el consenso se generalizó, el propio Hoyle, aunque algo renuente, lo aceptó mediante la formulación de un nuevo modelo cosmológico al que otros científicos se refirieron más tarde como la "constante de Bang".

### De 1950 a 1980

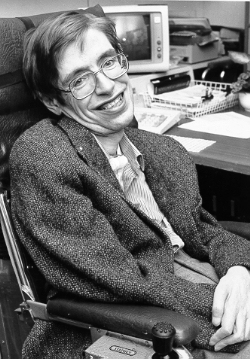
Stephen Hawking

Desde 1950 a 1965,  el apoyo a estas teorías se dividía a partes iguales, con un ligero desequilibrio que surge del hecho de que el modelo del Big Bang aclaraba, tanto la formación, como la abundancia observada de hidrógeno y helio, mientras que el Estado Estacionario explicaba el modo en que se formaron, pero no la razón de la abundancia de dichos elementos.
Sin embargo, la evidencia observacional apoyaba la idea de que el universo evolucionó a partir de un estado denso y caliente. Además, se observaron objetos como cuásares y galaxias de radio que eran mucho más comunes a grandes distancias (por lo tanto, en el pasado distante) que en el universo cercano, mientras que el Estado Estacionario predecía que las propiedades medias del universo deben ser inmutables en el tiempo. Además, el descubrimiento de la radiación de fondo cósmico de microondas (CMB) en 1965 se consideró la sentencia de muerte del estado estacionario, aunque esta predicción fue sólo cualitativa, y no pudo predecir la temperatura exacta del CMB. La predicción clave del big bang es el espectro del cuerpo negro del CMB, que no se midió con gran precisión hasta el satélite COBE en 1990.
Después de alguna reformulación, el modelo del Big Bang ha sido considerado como la mejor hipótesis del origen y evolución del cosmos. Antes de finales de 1960, muchos cosmólogos pensaban que la singularidad infinitamente densa y físicamente paradójica en el momento de inicio del modelo cosmológico de Friedmann podría evitarse al permitir un universo que se contrae antes de entrar en el estado denso y caliente, y comenzando a expandirse de nuevo. Esto se formalizó como universo oscilante de Richard Tolman. En los años sesenta, Stephen Hawking y otros demostraron que esta idea era inviable,[cita requerida] y la singularidad es una característica esencial de la física descrita por la gravedad de Einstein. Esto llevó a la mayoría de los cosmólogos a aceptar la idea de que el universo actualmente descrito por la física de la relatividad general tiene una edad finita. Sin embargo, debido a la falta de una teoría de la gravedad cuántica, no hay manera de demostrar si la singularidad es un punto de origen real para el universo, o si los procesos físicos que lo rigen provocan que el universo sea efectivamente eterno en su esencia.
Otros resultados que incidieron sobre el modelo fue el trabajo de Andréi Sájarov sobre la bariogénesis en el universo primitivo y sus famosas tres condiciones de (1967). Además, durante los años 1970, había un gran misterio debido a que la densidad de bariones calculada en la Nucleosíntesis primordial era mucho menos que la masa observada del Universo basada en los cálculos de la tasa de expansión. Este misterio fue resuelto en gran parte postulando la existencia de la materia oscura.

### De 1981 a 1990
Hacia los años 1970 y 1980, la mayoría de los científicos y, en especial, los cosmólogos aceptaban el modelo del Big Bang, pero había varios aspectos insatisfactorios, incluyendo el descubrimiento de ligeras anisotropías en el CMB, y observaciones ocasionales que insinuaban desviaciones de un espectro del cuerpo negro. Así, la teoría necesitaba algunosc ajustes adicionales no se confirmó totalmente.
Además, desde hacía tiempo se sabía que si bien el núcleo del modelo del Big Bang encajaba bien con los datos, existían ciertos problemas no aclarados como el problema del horizonte o el problema de la planitud y el ajuste fino, entre otros. Fue así como A. Guth y A. Linde propusieron de manera independiente la teoría altamente especulativa de la inflación cósmica que resolvía esos problemas, desde el punto de vista teórico. Así que varios obstáculos teóricos parecían resueltos en con esas ideas. Si bien la inflación cósmica sigue teniendo un carácter altamente especulativo, es generalmente aceptada como una manera razonable de superar los problemas mencionados. No obstante el premio Nobel de física Roger Penrose es un fuerte detractor de la idea de la inflación cósmica y aboga por resolver esos problemas con otro enfoque.

### De 1991 a 2000

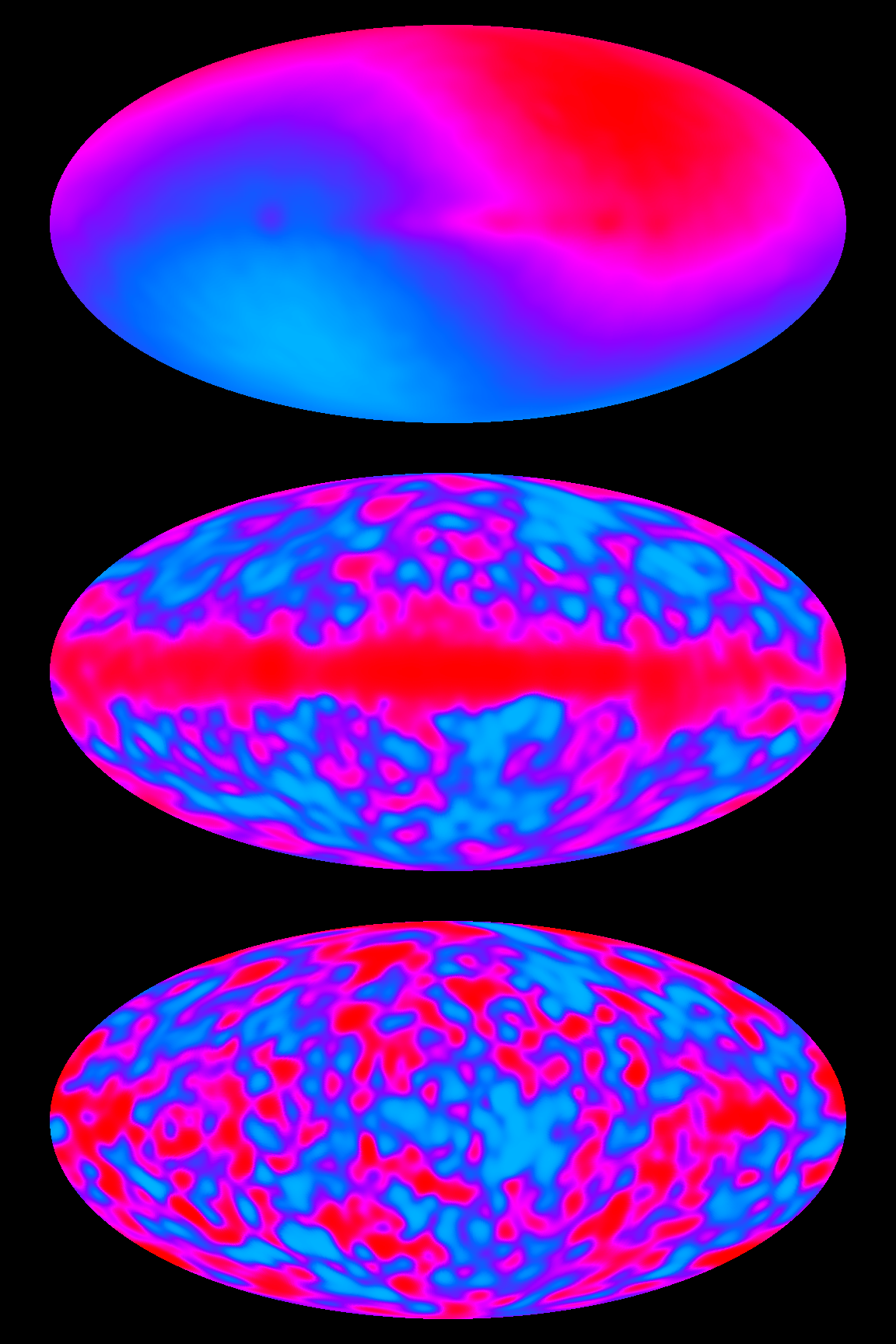
Radiación cósmica de fonde captada por el satélite COBE

En 1990, las mediciones desde el satélite COBE mostraron que el espectro del fondo cósmico de microondas coincide con un cuerpo negro 2,725 K a muy alta precisión, desviaciones que no superan 2 partes por 100 mil. Esto mostró que las alegaciones anteriores de desviaciones espectrales no eran correctas, y, además que el universo fue caliente y denso en el pasado, ya que ningún otro mecanismo conocido puede producir un cuerpo negro con esa precisión. Otras observaciones del COBE en 1992 descubrieron pequeñas anisotropías del fondo cósmico de microondas a grandes escalas, aproximadamente como se predijo a partir de modelos del Big Bang con materia oscura. A partir de entonces, los modelos de cosmología no estándar, sin el modelo del Big Bang, se hicieron muy poco frecuentes en las revistas de astronomía general.
Grandes avances en la cosmología del Big Bang se realizaron a finales de 1990 y principios del siglo XXI, como resultado de importantes adelantos en la tecnología del telescopio en combinación con enormes cantidades de datos procedentes del Telescopio Espacial Hubble. En 1998, ocurrió algo inesperado que obligó a los científicos a hacer ajustes dentro del modelo del Big Bang, que no tenían pensados y que alteró en gran medida las predicciones para el destino final del universo. Resultó que las mediciones de supernovas distantes indicaron que la expansión del universo se está acelerando, junto con el apoyo de otras observaciones, incluidas las del CMB en la tierra y las grandes encuestas sobre el corrimiento al rojo de las galaxias. Esa expansión acelerada del universo equivalía desde el punto de vista de las ecuaciones de campo de Einstein a un valor no nulo de la constante cosmológica que el propio Einstein había desechado después de 1930. El descubrimiento de la expansión acelerada y otros descubrimientos llevaron a la formulación del submodelo ΛCDM dentro del modelo más general del Big Bang.

### De 2001 en adelante
De 2003 a 2010,  el WMAP de la NASA tomó fotos muy detalladas del universo por medio de la radiación del fondo cósmico de microondas. Las imágenes se pueden interpretar para indicar que el universo tiene 13,7 mil millones de años (con un uno por ciento de error) y que la posiblemente teoría inflacionaria son correctos. Ninguna otra teoría cosmológica puede explicar todavía una gama tan amplia de parámetros observados, como la relación de las abundancias de elementos en el universo temprano o la estructura del fondo cósmico de microondas, la mayor abundancia observada de los núcleos activos de galaxias en el universo primigenio y las masas de los cúmulos de galaxias. De 2013 a 2018, el satélite Planck surveyor ha tomado más medidas del fondo cósmico de microondas que superan en precisión a las de WMAP, lo cual ha permitido determinar con mayor precisión varios parámetros cosmológicos. Aunque esto por ejemplo ha llevado a una valor para la constante de Hubble que difiere del de otros métodos, y actualmente no sabemos como reconciliar ambos resultados.
Gran parte del trabajo actual en cosmología incluye la comprensión de cómo se forman las galaxias en el contexto del Big Bang, la comprensión de lo que sucedió en los primeros tiempos después del Big Bang, y la conciliación de las observaciones con la teoría básica. Los cosmólogos continúan calculando muchos de los parámetros del Big Bang hasta un nuevo nivel de precisión, y llevan a cabo observaciones más detalladas que se espera proporcionen más pistas sobre la naturaleza de la energía oscura y la materia oscura, y probar la teoría de la Relatividad General a escalas cósmicas.